# Dicranomyia (Melanolimonia) hamata
Dicranomyia (Melanolimonia) hamata is een tweevleugelige uit de familie steltmuggen (Limoniidae). De soort komt voor in het Palearctisch gebied.